# Acide bêta

Formule topologique de la lupulone

Les acides bêta (ou bêta-acides, ou lupulones) sont une famille de composés chimiques dérivés de la lupuline, elle-même présente dans les cônes femelles du houblon. 
Ce sont la lupulone, la colupulone et l'adlupulone. Chimiquement ce ne sont pas des acides carboxyliques, car leur fonction hydroxyle est en position beta du groupe carbonyle (d'où le nom de "bêta-acide") et non sur l'atome de carbone du carbonyle.
Comme les acides alpha, ils présentent un double intérêt gustatif et médical : leur amertume contribue au goût de la bière (quoiqu'à un degré moindre que leurs cousins alpha), et ils sont étudiés pour leur activité biologique. La lupulone pourrait ainsi avoir des propriétés protectrices contre certains types de cancer, notamment du côlon, de la peau, de la prostate.
Comme bactériostatiques, les bêta-acides sont considérés comme une alternative aux antibiotiques dans l'industrie agro-alimentaire.